# Estadio Tamaulipas
El Estadio Tamaulipas es un estadio de fútbol ubicado entre los límites de los municipios de Tampico y Ciudad Madero  en el estado de Tamaulipas en México. Fue inaugurado el 30 de abril de 1966. Ha sido sede de los clubes CD Tampico, del Orinegros de Cd. Madero y del Correcaminos UAT. Originalmente contaba con una capacidad  para 30 000 espectadores. Tras la instalación de butacas en la totalidad de sus gradas, su capacidad se redujo, teniendo una capacidad actual para 19 668 espectadores. Actualmente es casa de la Jaiba Brava (Tampico Madero) de la Liga de Expansión MX.

## Historia
La concepción de erigir un nuevo estadio, surgió a raíz de la necesidad de contar con un escenario de mayor aforo a comparación del Estadio Tampico, el cual se encontraba en la avenida Ejército Nacional (hoy Ejército Mexicano) frente al Asilo Fray Andrés de Olmos (hoy Instituto Fray Andrés de Olmos de la Asociación Civil "Ciudad del niño Juan Bosco A.C. de B.P.") en el municipio de Tampico.

### Búsqueda de terrenos
Inicialmente, los directivos de los equipos del Tampico y Ciudad Madero buscaron unos terrenos dentro del municipio de Tampico para construir el inmueble, esto con apoyo de la constructora ARVA, representada por el Ing. Felipe Arregui Vázquez, el cual también tuvo participación en la construcción de otros estadios como lo son el Estadio Jalisco y Estadio León. En la búsqueda de los terrenos disponibles, se dieron cuenta de que estos no eran adecuados, por tanto se siguió buscando hasta localizar un área dentro de la colonia Unidad Nacional, en Ciudad Madero, la cual si era apta para la construcción del estadio.
Se recurrió al alcalde de Ciudad Madero de entonces, Jesús González Armendáriz, el cual a su vez les facilito al director de Obras Públicas del municipio, el Arquitecto Paulino Lomas Delgado, para que se pusiera de acuerdo con el Ing. Felipe Arregui de cara al proceso para la adquisición de los terrenos. 
Al señalarles a los presidentes de ambos clubes que ya se tenía un terreno, estos indicaron que no contaban con los recursos para costear la obra, por tanto el Ing. Arregui les comento que ARVA lo financiaría, y de a poco lo pagarían, ya que él sería el responsable de vender los palcos y plateas, ventas con las cuales se liquidaría parte de la construcción, y el resto con el financiamiento de un banco.
La compraventa se realizó con un total de 56,180 metros cuadrados de terreno, los cuales fueron puestos a nombre de "Clubes Unidos de Tamaulipas, A.C." (asociación civil conformada por los clubes de Tampico y Madero, así como de la constructora ARVA) y a su vez hipotecado por la constructora ARVA como garantía.

### Estadio entre dos ciudades
En algún momento, la directiva del Tampico desistió de continuar con el proyecto, ya que el estadio no se encontraría en su municipio. Tras esta situación, y a sabiendas de que se requería de los dos clubes para llevar a cabo la obra, el arquitecto Paulino Lomas Delgado, conociendo que los límites municipales de Tampico se ubicaban cerca y detrás del terreno donde se edificaría el inmueble, ideó que el estadio estuviera entre los límites de ambos municipios, al realizar una ligera modificación de los mismos. Para llevar a cabo esto, se comunico con Rafael Medina Salinas, el cual era presidente del Congreso de Tamaulipas, le mencionó la situación por la que estaba pasando, y este, en conjunto con los legisladores, realizaron la modificación de los terrenos planteada por el arquitecto, con lo cual el estadio quedaría justo en la división de Tampico y Ciudad Madero, por la línea central que divide el mediocampo.

### Construcción
Su construcción estuvo a cargo del arquitecto Paulino Lomas Delgado, siendo basado en el diseño de Manuel Ortega Barroueta, diseño el cual posteriormente serían utilizados para los estadios León, Sergio León Chávez y Corona, de ahí la similitud entre dichos inmuebles.
Antes de su construcción, el día 3 de enero de 1965, se dio lugar una ceremonia de colocación de la primera piedra, esto llevado a cabo por el gobernador del estado de Tamaulipas de entonces, el gobernador Praxedis Balboa Gojon. Durante la ceremonia, también se reveló una placa referenciando el acontecimiento.
Durante las excavaciones donde enclavarían la gradas del estadio, se encontraron rocas y piedras complejas de romper, y es que aparentemente el terreno perteneció al mar en algún tiempo pasado, ya que se encontraban bastantes conchas y caracoles pegadas a ellas. Debido a la dificultad para deshacer estas rocas del fondo del terreno, se tuvo que dinamitar para continuar con la obra, comento el Arq. Paulino Lomas Delgado.
La construcción del estadio tuvo una duración de 15 meses, del día 3 de enero de 1965 al 30 de abril de 1966, día de su inauguración.

### Inauguración
La inauguración del estadio Tamaulipas fue el sábado 30 de abril de 1966, una noche celebrada con fuegos pirotécnicos, desfile de oncenas de la región. Gente de pantalón largo, entre tales los representantes de la Federación Mexicana de Fútbol. Autoridades civiles y militares, y antes de escucharse el silbatazo inicial, el entonamiento por toda la asistencia del Himno Nacional Mexicano, mientras se izaba la Bandera de México. Música, luz y alegría cuando se escuchó la ocarina del silbante Diego de Leo dando orden de mover la de gajos en el encuentro entre un combinado Tampico - Madero y el AS Mónaco de Francia.
La algarabía de los aficionados bajó de tono al moverse las mallas tamaulipecas en el minuto 17 por conducto del francés Blank; gol que de inmediato los de casa trataron de emparejar ante una defensiva francesa muy difícil de traspasar. En el segundo tiempo, al arrancar el partido en el minuto 3, el portero Hugo Pineda recibió la segunda anotación del número 10, Theo. Marcador de 2-0 a favor de la escuadra francesa del Mónaco que dejó un recuerdo memorable en el ambiente futbolero, por lo cual se le invitó para que se quedara a un partido más en el Estadio Jalisco ante el Guadalajara, pero no aceptaron por falta de tiempo. 
Las alineaciones fueron las siguientes: 
CD Tampico - CF Madero:
Hugo Pineda (Padre), Espinoza, Malazzo, Narro y Navarro; Heriberto Pérez y Nicola Gravina; Garrido, Genaro "Burra" Torres, Catarino Tafoya y Raúl "Pina" Arellano.
AS Mónaco:
Hernández; Casolari, Torchiu, Arteleza y Novak; Pietri y Guilas; Simiain, Douis, Theo, y Blanc.

### Reacción de la afición y presente
Su edificación dio a origen a una eventual unión entre dos rivales, los Jaibos del Tampico y los Orinegros de Cd. Madero, ya que en la época reciente a la construcción del estadio, no solo era el antagonismo que había entre los jugadores de ambos clubes, sino que también en el graderío, ya que los aficionados de ambos equipos delimitaban sus zonas dentro del estadio sentándose en su respectivo municipio, en la parte norte por parte de los aficionados del puerto “Jaibo”, y en la parte sur por el lado de los seguidores “Orinegros”. Específicamente, la parte del municipio de Tampico se encuentra en la parte norte del estadio hasta la línea central del campo, mientras que la parte del municipio de Ciudad Madero en la parte sur del mismo.
Tiempo después, tanto los Orinegros de Madero (en su etapa final conocidos como "Bravos") como el Tampico FC terminaron desapareciendo y descendiendo respectivamente. Tras el descenso del Tampico FC, el STPRM adquirió la franquicia del equipo Atletas Campesinos, surgiendo así un nuevo club, el Deportivo Social Tampico Madero, que disputaría en el estadio la Primera División en su temporada 1982-83. Tras la creación del Tampico Madero, la rivalidad que se presentaba en el estadio entre los desaparecidos "Jaibos" y "Orinegros", se terminó disipando, dando lugar a la fusión de estas aficiones para apoyar a un equipo en común, el cual fue (y es) la Jaiba Brava del Tampico Madero, y esta situación se ha mantenido vigente, ya que no ha vuelto a haber una rivalidad entre aficiones de ambos municipios vecinos vista en el graderío, incluso tras posteriores ventas de franquicias del club, cambios de sedes, o nuevas franquicias que jugasen en el estadio, sin importar su nombre/denominación.

## Remodelaciones
La mayor remodelación del estadio corresponde al período de 2008 al 2009, donde concluye la pavimentación del estacionamiento, trabajos de pintura en la totalidad del estadio, la adición de butacas en aproximadamente un 50% del total del graderío (en zona sombra y la mayor parte de zona sol), se crea una sala de prensa, y se construyen nuevos vestidores y oficinas.
Para inicios del torneo Apertura 2016 del Ascenso MX, se realizan trabajos de pintura, mejoras en la zona de palcos y tareas de mantenimiento. 
A partir del mes de junio del 2019, y con motivo de que el estadio cuente con la infraestructura necesaria y requerida para poder ascender, se llevan a cabo remodelaciones varias en el estadio, como lo es: construcción de una barda perimetral; construcción de nuevos accesos y baños en cuatro de los accesos ya existentes del estadio (puerta 1, 2, 3 y 4); construcción y expansión de nuevos vestidores, baños, oficinas (para labores administrativas) y sala de prensa; instalación de nuevas luminarias y sistema de iluminación; colocación de una pantalla en la zona alta de la cabecera sur (puerta 4); se finaliza el embutacado de las zonas restantes del graderío, como lo son las cabeceras y parte de zona sol (zonas restantes de embutacar desde la remodelación de los años 2008-09); rehabilitación general de la zona de palcos, y con ello, la clausura del cuarto piso del mismo (usado ahora para exclusivamente transmisiones, invitados, y en espera de darle otras funciones); construcción de nuevas taquillas; trabajos de pintura; acondicionamiento del estacionamiento y mantenimiento en general.
A comienzos de agosto del 2022, y tras haber estado durante 4 meses aproximadamente sin mantenimiento alguno, se rehabilita la cancha del estadio, además de llevarse a cabo tareas generales de mantenimiento de cara al comienzo del torneo Apertura 2022.
A partir de noviembre del 2022, dio inicio el reacondicionamiento de la zona de palcos del estadio, tras haber sido clausurados por motivos de seguridad en la etapa previa al torneo Apertura 2022, así como la remodelación de los baños. En conjunto con las mejoras realizadas al estadio, como lo es el reacondicionamiento de la zona de palcos, también da inicio la construcción de la primera terraza del estadio (estará ubicada en los límites de la grada de zona sombra y cabecera norte, junto a la planta baja de los palcos), así como la colocación de una valla electrónica para fines publicitarios dentro del estadio.

## Eventos
El estadio Tamaulipas ha sido sede de 2 finales del máximo circuito del fútbol mexicano: Prode 85 y México 86.
La final del campeonato Prode 85 fue jugado entre los equipos de Tampico Madero y el América.
En el partido de ida, el resultado fue favorable para el Tampico Madero con un 4-1, sin embargo, en el partido de vuelta, en el Estadio Azteca, el América consigue  un marcador de 4-0 (5-4 global).
El partido por el campeonato de México 86 fue jugado entre los equipos de Tampico Madero y el equipo del Monterrey, Tampico Madero ganaría en casa 2-1, pero en la vuelta, en el Estadio Tecnológico, pierde el juego con marcador final de 2-0 (3-2 global).

## Selección Mexicana de Fútbol
La selección mexicana de fútbol ha disputado cuatro partidos en el Estadio Tamaulipas, todos ellos de carácter amistoso. La primera ocasión fue el domingo 11 de noviembre de 1973 frente al equipo representativo del estado de Río Grande do Sul de Brasil, terminando con un marcador favorable para el visitante de 0-1. La segunda ocasión fue el jueves 8 de febrero de 1979 frente al equipo preolímpico de la Unión Soviética, partido que terminó en un empate 1-1. La tercera ocasión fue el martes 21 de abril de 1981 frente al VfL Bochum, encuentro que terminó favorable para la selección mexicana, por un marcador de 1-0. Finalmente, la cuarta y última ocasión que ha jugado la selección mexicana en este estadio, fue el miércoles 11 de marzo de 1992, donde se iba a jugar un partido amistoso contra la selección de Bulgaria, pero se cambió el rival en dos ocasiones, primero con la selección de Ghana, y segundo con la selección de la CEI, rival definitivo con el cual disputaría el partido, terminando el encuentro con un empate 1-1.

## Jugadores destacados
Jugadores destacados que han jugado en el estadio:
- Sergio Lira (con los equipos locales, Tampico FC y Tampico Madero)
- Hugo Sánchez (con Pumas)
- Javier "Chicharito" Hernández (con Tapatío, en 2009)
- Cuauhtémoc Blanco (con Irapuato, en 2010)
- Héctor Herrera y William Yarbrough (ambos con Tampico Madero)
- Rafael Márquez (con Atlas, en 2016)
- Benjamín Galindo debutó con el Tampico FC en 1979
- Leopoldo Jacinto Luque, campeón del mundo en 1978 con Argentina.

## Galería

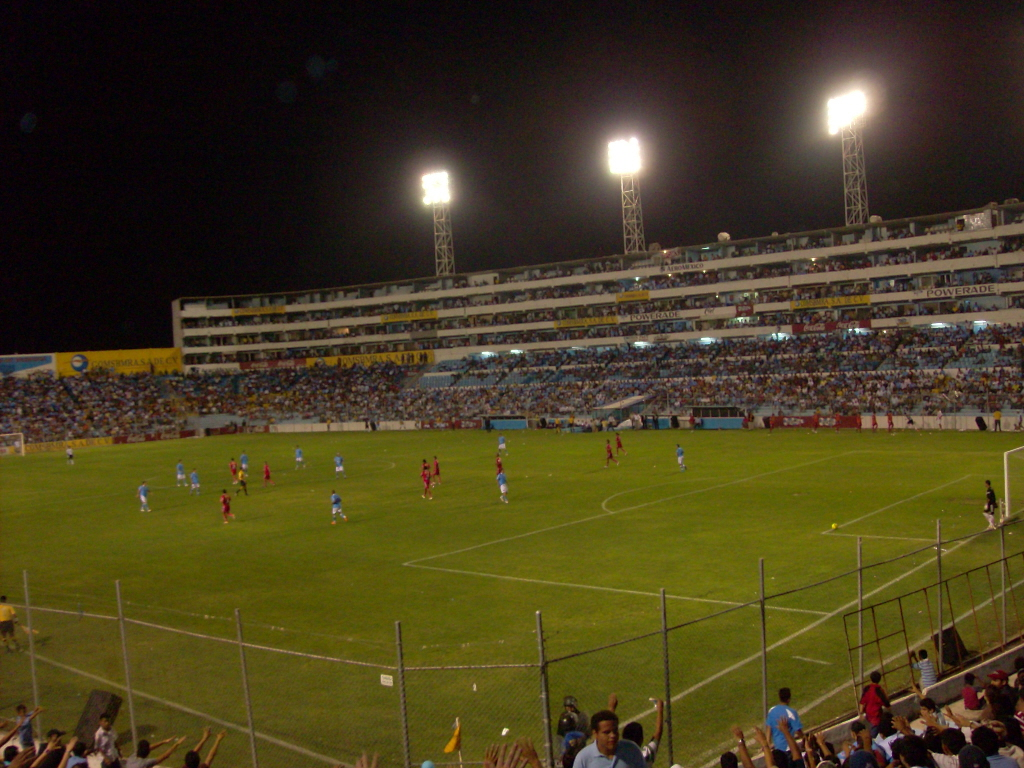
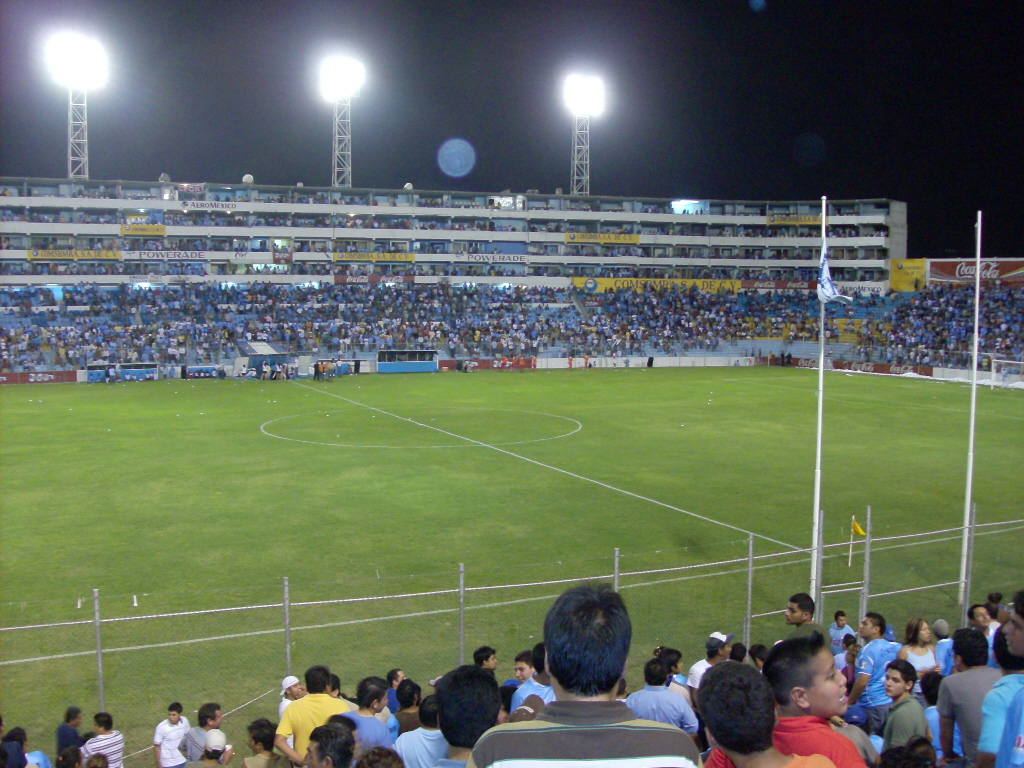